# Polismetodutredningen
Polismetodutredningen var en offentlig utredning som i december 2007 av regeringen fick i uppdrag att överväga vissa straffprocessuella och polisrättsliga frågor angående de brottsbekämpande myndigheternas dolda spanings- och utredningsverksamhet. Särskild utredare var chefsrådmannen Stefan Reimer. Professor Petter Asp vid Stockholms universitet var sakkunnig i utredningen.
I januari 2009 överlämnade utredningen delbetänkandet "En mer rättssäker inhämtning av elektronisk kommunikation i brottsbekämpningen" (SOU 2009:1).
Utredningen övervägde i sitt slutbetänkande "Särskilda spaningsmetoder" (SOU 2010:103) i december 2010 bland annat infiltration och provokativa åtgärder samt spaningsmetoder både i förundersökning och i underrättelseverksamhet. Utredning föreslog att det inrättas ett nytt oberoende beslutsorgan inom underrättelseverksamheten vars uppgift skulle vara att pröva tillståndsfrågor för underrättelseverksamhet på liknande sätt som där tillståndsfrågor för en förundersökning prövas av domstol.